# Dorfkirche Trebnitz (Könnern)

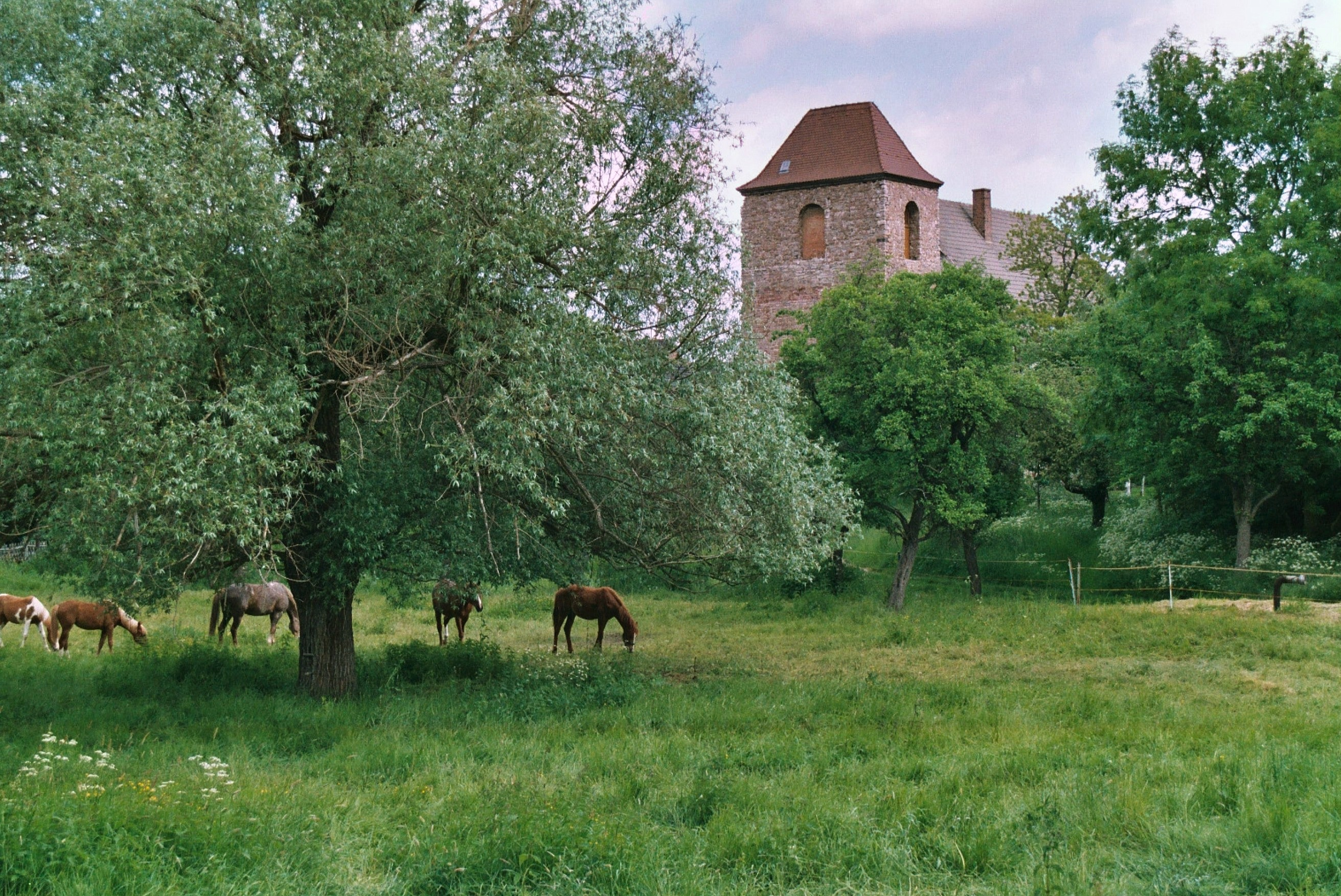
Dorfkirche Trebnitz (Könnern)

Die evangelische Dorfkirche Trebnitz (auch: St. Dionysius) ist eine im Kern romanische Saalkirche im Ortsteil Trebnitz von Könnern im Salzlandkreis in Sachsen-Anhalt. Sie gehört zur Kirchengemeinde Könnern im Kirchenkreis Halle-Saalkreis der Evangelischen Kirche in Mitteldeutschland (EKMD).

## Geschichte und Architektur
Die Kirche ist ein im Kern romanisches Bruchsteinbauwerk mit Westquerturm und Apsis. Im Jahr 1693 erfolgte eine Erneuerung des Schiffs unter Einbeziehung älterer Substanz auf Veranlassung von Hans Christian von Rauchhaupt (nach einer Stifterinschrift über dem Südportal), gleichzeitig wurde der Südanbau mit Familiengruft und Patronatsloge eingerichtet, der jetzt als Winterkirche zum Saal hin geschlossen ist. Eine Instandsetzung des Bauwerks wurde im Jahr 1953 vorgenommen.

## Ausstattung
Das Hauptstück der Ausstattung ist ein barocker Altaraufsatz mit Kreuzigungsdarstellung vor einer gemalten Landschaft mit reichem Schnitzwerk, außerdem ein achteckiger spätgotischer Taufstein. An der Nordwand ist eine polygonale Kanzel mit Schalldeckel angebracht, daran schließen sich vergitterte Priechen an. 
Das Orgelgehäuse ist in der Farbfassung von 1899 erhalten. Die Orgel ist ein Werk der Gebrüder Voigt aus dem Jahr 1883 mit zehn Registern auf einem Manual und Pedal.
Die Herrschaftsempore nimmt die ganze Südwand ein; die massive Brüstung zeigt die Ahnenprobe mit zwölf farbig gefassten Stuckwappen und Inschriften und wird gegliedert durch flache Pilaster. Unterhalb der Brüstung sind vier Wappenmedaillons und Medaillonbüsten von 1573 angebracht; vermutlich gleichzeitig entstand die Reliefdarstellung einer Kreuzigung mit Assistenzfiguren und einer Taufe an der östlichen Wange der Empore. Die Datierung der Brüstung 1693 bezieht sich wahrscheinlich auf den Wiederaufbau der in dieser Zeit geschaffenen Familiengruft.
An der Westwand der Gruft oder der Herrschaftsempore befindet sich das beachtenswerte Epitaph für Hans Christian von Rauchhaupt, eine qualitätvolle Arbeit vom Ende des 17. Jahrhunderts aus weißem und dunklem Marmor mit dreizonigem Aufbau. Auf dem fragmentarisch erhaltenen Sockel ist die Familie des Verstorbenen kniend dargestellt; die Anordnung der Figuren entspricht sicher nicht der ursprünglichen Form; darunter ist in einer Sockelnische die Figur eines schlafenden Putto angeordnet, über dem Sockel ist ein Marmorrelief des Weltgerichts, flankiert von dunklen Marmorsäulen mit Rollwerkkartuschen sowie den Figuren von Adam und Eva. In der darüberliegenden Zone sind drei Reliefs angeordnet: mittig die Geburt Christi, flankiert von weiblichen Allegorien; die durch Hermenpilaster getragene Bekrönung zeigt ein Himmelfahrtsrelief.
Im Chor sind mehrere Figurengrabsteine des 17. Jahrhunderts sowie einige Fragmente und Figuren des 16./17. Jh. aufbewahrt, deren Zusammenhang und Verwendung unklar sind.
In der Winterkirche ist das Ovalbildnis des Hans Christoph von Rauchhaupt vom Anfang des 18. Jahrhunderts aufbewahrt. An der südlichen Außenwand der Kirche sind zwei barocke Grabsteine aufgestellt: einer für den Trebnitzer Pfarrer Georg Christian Juncker (1721–1758) und die Müllerin Maria Elisabeth Kregel.